# Kirchschlag bei Linz
Kirchschlag bei Linz là một đô thị thuộc huyện Urfahr-Umgebung thuộc bang Oberösterreich, Áo. Đô thị Kirchschlag bei Linz có diện tích 17 km², dân số thời điểm năm 2006 là 1963 người.